# Metzstraße 42 (München)

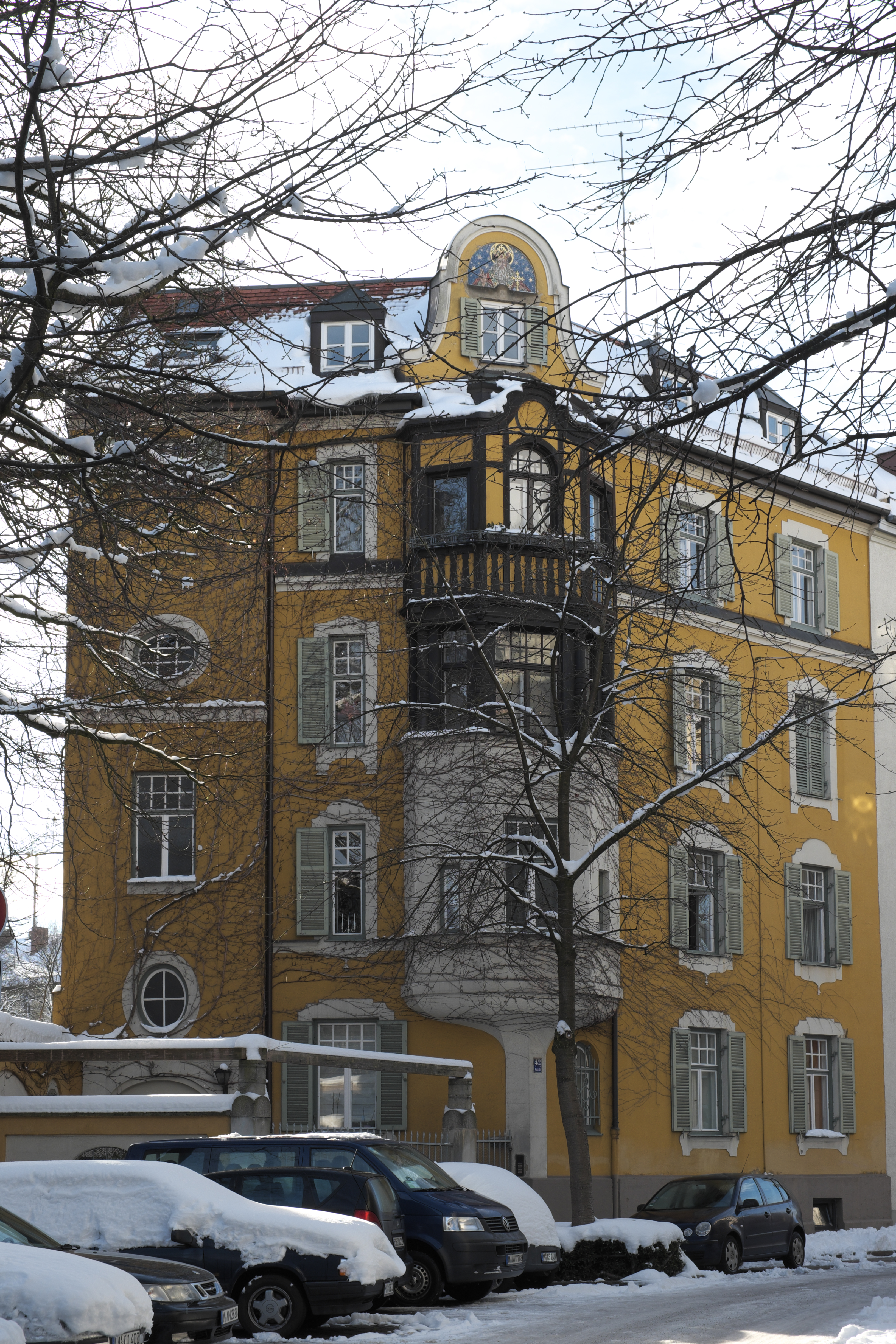
Haus Metzstraße 42 in München-Haidhausen

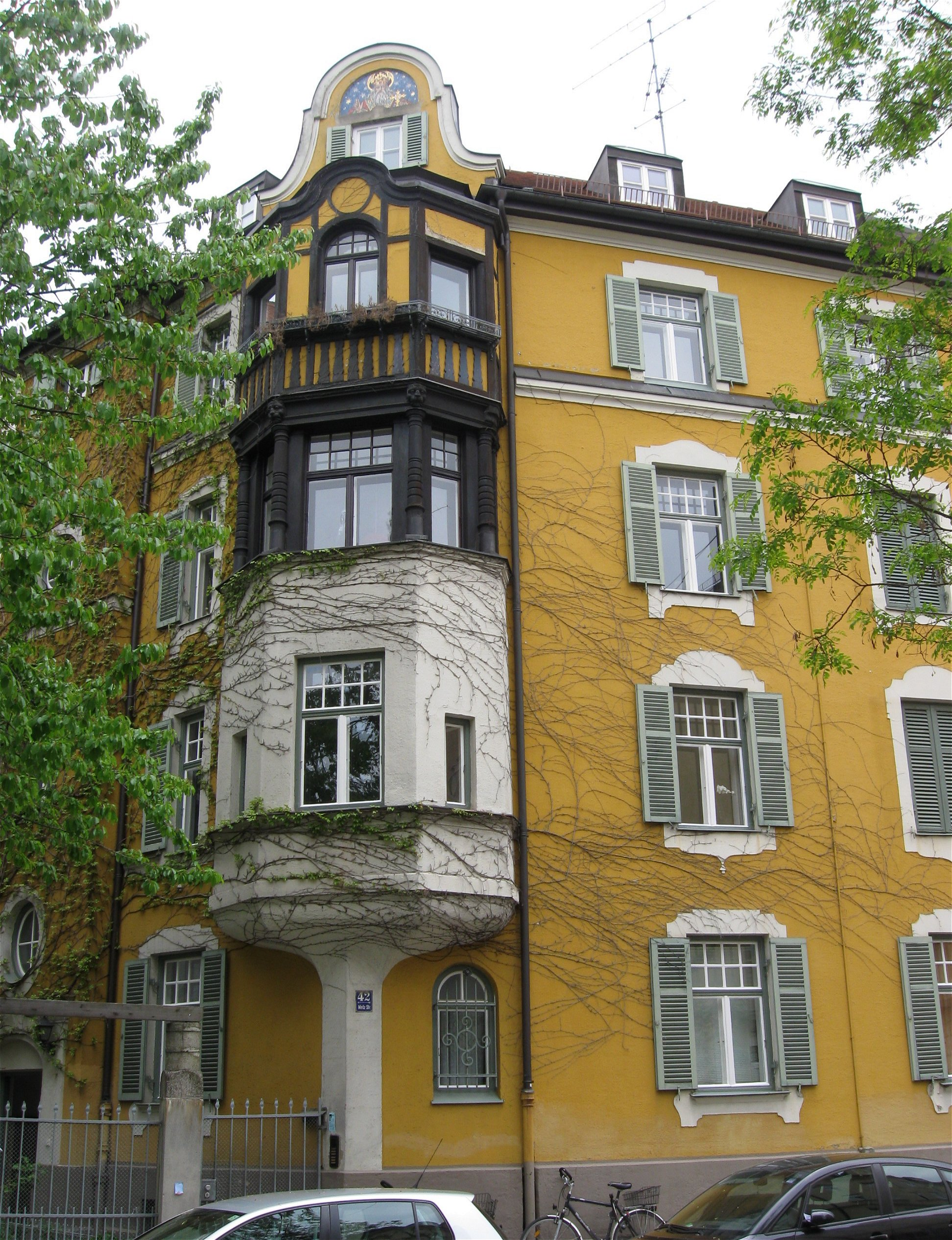
Eckerker

Das Haus Metzstraße 42 ist ein denkmalgeschütztes Mietshaus im Münchner Stadtteil Haidhausen.
Das barockisierende Haus in der Metzstraße mit Eckerker, der teilweise in Fachwerkbauweise ausgeführt ist, wurde um 1900 errichtet.